# Heinrich Schomburg
Heinrich Schomburg (* 14. September 1630 in Hildesheim; † 11. Juni 1690 in Salzgitter) war ein deutscher lutherischer Theologe.

## Leben
Schomburg war ein Sohn des Kaufmanns Johann Schomburg und der Ratsherrentochter Maria Schomburg, geb. Schowart, in Hildesheim. Er besuchte das Gymnasium Andreanum in seiner Heimatstadt Hildesheim, erhielt eine weitere Ausbildung durch den Rektor Schowart, einen Verwandten der Mutter, in Celle und studierte Theologie an den Universitäten Helmstedt und Jena. Dazwischen unternahm er eine Reise in die Niederlande nach Delft, Amsterdam und Leyden. 1655 erhielt er die Magisterwürde.
1657 erhielt Schomburg einen Ruf auf die erste Pfarrstelle in Salzliebenhall (Salzgitter). Er wurde von Generalsuperintendent Achatius Mylius ordiniert und am 11. Oktober 1657 in sein Amt eingeführt. 1658 erhielt er die Superintendentur für das Amt Liebenburg, 1663 auch die Inspektion der Kirchen in den Ämtern Schladen, Wiedelah und Vienenburg. Am 2. August 1669 wurde er zum Konsistorialrat im Hildesheimer Konsistorium ernannt. Seit 1679 war er auch Generalsuperintendent der Generaldiözese Bockenem.